# Stictigramma lobbichleri
Stictigramma lobbichleri är en fjärilsart som beskrevs av Edward P. Wiltshire 1968. Stictigramma lobbichleri ingår i släktet Stictigramma och familjen nattflyn. Inga underarter finns listade i Catalogue of Life.